# Gulsot
Gulsot (icterus) er en tilstand hvor kroppens hud og slimhinder bliver gullige på grund af at en stor mængde af galdefarvestoffet bilirubin (som er et restprodukt af nedbrudte røde blodlegemer) der ophobes i kroppen. Gulsot medfører også kløe over hele kroppen og misfarver urin og afføring: Urinen bliver mørkere mens afføringen bliver grålig.
Gulsot ses ofte ved leversygdom så som hepatitis eller leverkræft. Det kan også indikere leptospirose eller blokering af galdeblæren, som kan opstå ved galdesten eller bugspytkirtelkræft.

## Hos nyfødte
Omkring 60% af nyfødte får gulsot på 2-4 dagen, dette er i de fleste tilfælde problemfrit og er et resultatet af en normal midlertidig fysiologisk tilstand. Enkelte nyfødte med tidlig eller svær gulsot kræver behandling, da en høj koncentration af bilirubin kan være giftig for hjernen. Behandling omfatter lys og i sjældne tilfælde gammaglobulin og/eller udskiftningstransfusion.